# Copa da Liga Escocesa 1980–81
A Copa da Liga Escocesa de 1980-81 foi a 35º edição do segundo mais importante torneio eliminatório do futebol da Escócia. O campeão foi o Dundee United F.C., que conquistou seu 2º título na história da competição ao vencer a final contra o Dundee F.C., pelo placar de 3 a 0.

## Premiação
| Copa da Liga Escocesa de 1980-81       |
| Escócia                                |
| -------------------------------------- |
| Dundee United F.C. Campeão (2º título) |